# 13764 Mcalanis
A 13764 Mcalanis (ideiglenes jelöléssel 1998 SW135) a Naprendszer kisbolygóövében található aszteroida. A LINEAR projekt keretében fedezték fel 1998. szeptember 26-án.